# Pour le Mérite
Pour le Mérite, također znano i kao Plavi Max (njem. Blauer Max), je bilo najprestižnije prusko odlikovanje. 

## Ime
Pour le Mérite (fr. za zaslugu) ime je reda koje se u početku zvalo Ordre de la Generosite (fr. red velikodušnosti), dobio je francuski naziv jer se u to vrijeme na pruskom dvoru govorilo francuskim jezikom.

## Izgled medalje (vojna klasa)

### Malteški križ
Pour le Mérite čini zlatni Malteški križ obojen svijetlo plavom bojom, taj križ je vrlo sličan križu Johanniterskoga reda, od kojeg je dobivena inspiracija.

### Orlovi
Između krakova Malteškog križa nalaze se zlatni orlovi. Ti orlovi nisu okrunjeni jer su to Brandenburški orlovi. Iako neke medalje Pour le Mérite imaju okrunjene orlove to je zato što su napravljene u inozemstvu gdje je zlatarima predložak za orla bio Pruski orao koji je okrunjen. Pour le Mérite je jedina Pruska medalja čiji orlovi ne nose krunu.

### Natpis
Naziv Pour le Mérite upisivan je sljedećim redosljedom: Pour na lijevom leMé na desnom i rite na donjem kraku. Gornji krak nije doživio velike promjene, na njemu je ostala kruna, te ispod nje slovo F što simbolizira kralja Fridrika.

### Vrpca
Pour le Mérite se morao nositi oko vrata. U početku dok se medalja još zvala Ordre de la Generosite vrpca je bila crne boje. Kada je naziv promijenjen u Pour le Mérite u skladu s novim imenom i vrpca se promijenila, uz rub vrpce dodane su dvije crte srebrene boje.

## Povijest
Red Pour le Mérite je 1740. osnovao Fridrik II. Veliki. Godine 1810. Fridrik Vilim III. je izdao dekret po kojemu se Pour le Mérite mogao dodjeljivati samo služećim vojnim osobama, prije toga se red Pour le Mérite je bio civilina i vojnička nagrada. Pour le Mérite je red, za koje se dodjeljuje članstvo i ne smije se zvati medaljom.
U ožujku 1813. Fridrik Vilim III. je dodao pozlaćeno hrastovo lišće iznad križa. 1866. posebni Veliki križ Pour le Mérite
Pour le Mérite je dobio svjetsku slavu tijekom Prvog svjetskog rata. Iako je nagrada mogla biti dodijeljena bilo kojem vojnom činovniku, najslavniji dobitnici su bili zračni asevi Max Immelmann i Oswald Boelcke koji su prvi odlikovani, te Erwin Rommel, poznati njemački general iz Drugog svjetskog rata koji ju je dobio zbog učešća u borbama na sjeveru Italije. 
Red je prestao djelovati kada je car Vilim II. abdicirao 1918. godine.

## Dobitnici
- Erwin Rommel
- Fedor von Bock
- Svetozar Borojević
- Georg Fuchs
- Hermann von Kuhl
- Hermann von Strantz
- Hans von Gronau
- Hans von Seeckt
- Erich von Gündell
- Karl Ludwig d'Elsa
- Friedrich von Gerok
- Karl von Plettenberg
- Oskar von Xylander
- Otto von Emmich
- Konstantin Schmidt von Knobelsdorf
- Richard von Conta
- Remus von Woyrsch
- Eberhard von Hofacker